# Coppa Italia Dilettanti 2013-2014
La Coppa Italia Dilettanti 2013-14 è un trofeo di calcio il cui vincitore accede direttamente alla Serie D 2014-2015. Le squadre partecipanti sono le vincitrici delle fasi regionali dei campionati di Eccellenza 2013-2014 (e in alcuni casi anche di Promozione 2013-2014).
In questa edizione, la vincitrice Campobasso (Molise) e la finalista perdente Ponsacco (Toscana) hanno vinto il loro rispettivo campionato di Eccellenza. Pertanto, ad accedere direttamente alla Serie D 2014-2015, è stata la vincente dello spareggio-promozione fra le semifinaliste sconfitte, ovvero la Union ArzignanoChiampo che ha battuto il Catania San Pio X.

## Riepilogo fase regionale
| Coppa Regionale              | Vincitrice              | Finalista           | Risultato       | Partecipanti                                |
| ---------------------------- | ----------------------- | ------------------- | --------------- | ------------------------------------------- |
| Coppa Abruzzo                | Avezzano                | San Nicolò          | 1 - 0           | le 18 di Eccellenza                         |
| Coppa Basilicata             | AZ Picerno              | Real Tolve          | 4 - 4 (9-8 dcr) | 32 (16 di Eccellenza e 16 di Promozione)    |
| Coppa Calabria               | Isola Capo Rizzuto      | Palmese             | 0 - 0 (9-8 dcr) | 46 (15 di Eccellenza e 31 di Promozione)    |
| Coppa Campania               | Virtus Volla            | Virtus Scafatese    | 3 - 2 dts       | 96 (32 di Eccellenza e 64 di Promozione)    |
| Coppa Emilia-Romagna         | Meldola                 | Rolo                | 0 - 0 (5-4 dcr) | le 36 di Eccellenza                         |
| Coppa Friuli-Venezia Giulia  | Chions                  | Kras                | 2 - 1           | le 16 di Eccellenza                         |
| Coppa Lazio                  | Empolitana Giovenzano   | Viterbese           | 3 - 1           | le 36 di Eccellenza                         |
| Coppa Liguria                | Sammargheritese         | Sestrese            | 2 - 0           | le 16 di Eccellenza                         |
| Coppa Lombardia              | Ciserano                | Trezzano            | 1 - 1 (7-6 dcr) | le 49 di Eccellenza                         |
| Coppa Marche                 | Montegiorgio            | Castelfidardo       | 1 - 0           | le 18 di Eccellenza                         |
| Coppa Molise                 | Campobasso              | Fornelli            | 2 - 0           | 32 (16 di Eccellenza e 16 di Promozione)    |
| Coppa Piemonte-Valle d'Aosta | Pro Settimo & Eureka    | Saluzzo             | 2 - 1           | le 36 di Eccellenza                         |
| Coppa Puglia                 | Casarano                | Atletico Vieste     | 3 - 3 (6-3 dcr) | le 18 di Eccellenza                         |
| Coppa Sardegna               | Porto Corallo           | Nuorese             | 1 - 0           | le 16 di Eccellenza                         |
| Coppa Sicilia                | Catania San Pio X       | Marsala             | 2 - 2 (6-5 dcr) | 29 di Eccellenza                            |
| Coppa Toscana                | Ponsacco                | Bucinese            | 3 - 1           | le 32 di Eccellenza                         |
| Coppa Trentino-Alto Adige    | Mori Santo Stefano      | Sankt Georgen       | 5 - 3           | 48 (16 di Eccellenza e 32 di Promozione)    |
| Coppa Umbria                 | Group Città di Castello | Angelana            | 1 - 0           | le 16 di Eccellenza                         |
| Coppa Veneto                 | ArzignanoChiampo        | Liventina Gorghense | 1 - 0           | le 32 di Eccellenza                         |
| Totale                       | 19 club ammessi         | -                   | -               | 622 (463 di Eccellenza e 159 di Promozione) |

## Fase eliminatoria a gironi
Le 19 squadre partecipanti al primo turno sono divise in 8 gironi:
- I gironi A, B e G sono composti da 3 squadre con gare di sola andata;
- I gironi C, D, E, F e H sono composti da 2 squadre con gare di andata e ritorno.

### Girone A
| Squadra                 | P.ti | G | V | N | P | GF | GS | DR |
| ----------------------- | ---- | - | - | - | - | -- | -- | -- |
| 1. Pro Settimo & Eureka | 4    | 2 | 1 | 1 | 0 | 4  | 2  | +2 |
| 2. Ciserano             | 2    | 2 | 0 | 2 | 0 | 2  | 2  | 0  |
| 3. Sammargheritese      | 1    | 2 | 0 | 1 | 1 | 0  | 2  | -2 |

| Santa Margherita Ligure 12 febbraio 2014, ore 14:30 | Sammargheritese     | 0 – 0 | Ciserano | Stadio Eugenio Broccardi\| Arbitro: \| Melillo (Pontedera) \| |
| Arbitro:                                            | Melillo (Pontedera) |       |          |                                                               |

| Arbitro: | Dal Pan (Belluno) |

|                     |           |  |
| Piotto 5’ Zenga 63’ | Marcatori |  |

| Arbitro: | Nube (Mestre) |

|                                |           |                         |
| Ghisalberti 60’ Santinelli 89’ | Marcatori | 50’ Marangone 68’ Zenga |

### Girone B
| Squadra               | P.ti | G | V | N | P | GF | GS | DR |
| --------------------- | ---- | - | - | - | - | -- | -- | -- |
| 1. ArzignanoChiampo   | 6    | 2 | 2 | 0 | 0 | 6  | 3  | +3 |
| 2. Mori Santo Stefano | 1    | 2 | 0 | 1 | 1 | 2  | 3  | -1 |
| 3. Chions             | 1    | 2 | 0 | 1 | 1 | 3  | 5  | -2 |

| Arbitro: | Raus (Brescia) |

|           |           |              |
| Attah 19’ | Marcatori | 79’ Demichei |

| Arbitro: | D'Amato (Siena) |

|                                                          |           |                         |
| Dal Bosco 30’ (rig.) Simonato 61’ Vanzo 80’ Azzolini 83’ | Marcatori | 71’ Isteri 73’ Paciulli |

| Arbitro: | Lazzaroni (Udine) |

|                    |           |                         |
| Cristellotti 90+1’ | Marcatori | 43’ Azzolini 45’ Baggio |

### Girone C
| Squadra     | P.ti | G | V | N | P | GF | GS | DR |
| ----------- | ---- | - | - | - | - | -- | -- | -- |
| 1. Ponsacco | 6    | 2 | 2 | 0 | 0 | 3  | 1  | +2 |
| 2. Meldola  | 0    | 2 | 0 | 0 | 2 | 1  | 3  | -2 |

| Arbitro: | Fabiano (Catanzaro) |

|               |           |             |
| Brega 1’, 31’ | Marcatori | 19’ Selleri |

| Arbitro: | Bonassoli (Bergamo) |

|  |           |          |
|  | Marcatori | 5’ Fiale |

### Girone D
| Squadra              | P.ti | G | V | N | P | GF | GS | DR |
| -------------------- | ---- | - | - | - | - | -- | -- | -- |
| 1. Montegiorgio      | 4    | 2 | 1 | 1 | 0 | 4  | 0  | +4 |
| 2. Città di Castello | 1    | 2 | 0 | 1 | 1 | 0  | 4  | -4 |

| Arbitro: | Ragone (Ciampino) |

|  |           |                                          |
|  | Marcatori | 10’, 13’ Adami 16’ Cardinali 71’ Testoni |

| Montegiorgio 19 febbraio 2014, ore 14:30 | Montegiorgio       | 0 – 0 | Città di Castello | Stadio Comunale Tamburrini (250 spett.)\| Arbitro: \| De Tommaso (Rieti) \| |
| Arbitro:                                 | De Tommaso (Rieti) |       |                   |                                                                             |

### Girone E
| Squadra                  | P.ti | G | V | N | P | GF | GS | DR |
| ------------------------ | ---- | - | - | - | - | -- | -- | -- |
| 1. Porto Corallo         | 3    | 2 | 1 | 0 | 1 | 2  | 2  | 0  |
| 2. Empolitana Giovenzano | 3    | 2 | 1 | 0 | 1 | 2  | 2  | 0  |

| Arbitro: | Di Paolo (Chieti) |

|              |           |  |
| Del Nero 38’ | Marcatori |  |

| Arbitro: | Monaco (Termoli) |

|                        |           |              |
| Scerrati 4’ Cesaro 83’ | Marcatori | 30’ Avanzini |

### Girone F
| Squadra       | P.ti | G | V | N | P | GF | GS | DR |
| ------------- | ---- | - | - | - | - | -- | -- | -- |
| 1. Campobasso | 4    | 2 | 1 | 1 | 0 | 1  | 0  | +1 |
| 2. Avezzano   | 1    | 2 | 0 | 1 | 1 | 0  | 1  | -1 |

| Arbitro: | Politi (Lecce) |

|              |           |  |
| Lazzarini 2’ | Marcatori |  |

| Avezzano 19 febbraio 2014, ore 14:30 | Avezzano        | 0 – 0 | Campobasso | Stadio dei Marsi\| Arbitro: \| Moriconi (Roma) \| |
| Arbitro:                             | Moriconi (Roma) |       |            |                                                   |

### Girone G
| Squadra         | P.ti | G | V | N | P | GF | GS | DR |
| --------------- | ---- | - | - | - | - | -- | -- | -- |
| 1. Casarano     | 6    | 2 | 2 | 0 | 0 | 6  | 3  | +3 |
| 2. Virtus Volla | 3    | 2 | 1 | 0 | 1 | 6  | 7  | -1 |
| 3. AZ Picerno   | 0    | 2 | 0 | 0 | 2 | 4  | 6  | -2 |

| Arbitro: | Dente (Roma) |

|                |           |                        |
| Serritella 51’ | Marcatori | 1’ De Raza 59’ Prinari |

| Arbitro: | Maraniello (Paola) |

|                                                  |           |                                              |
| Aliyev 39’, 41’ Capogrosso 75’ (aut.) Scippa 89’ | Marcatori | 4’, 74’ (rig.) Bacio Terracino 9’ Serritella |

| Arbitro: | Feliciani (Teramo) |

|                                                             |           |                            |
| Borrelli 1’ (aut.) Prinari 38’ Calabuig 59’ Impallari 90+2’ | Marcatori | 44’ Trematerra 56’ Marotta |

### Girone H
| Squadra               | P.ti | G | V | N | P | GF | GS | DR |
| --------------------- | ---- | - | - | - | - | -- | -- | -- |
| 1. Catania San Pio X  | 6    | 2 | 2 | 0 | 0 | 4  | 1  | +3 |
| 2. Isola Capo Rizzuto | 0    | 2 | 0 | 0 | 2 | 1  | 4  | -3 |

| Arbitro: | Montaruli (Molfetta) |

|  |           |                         |
|  | Marcatori | 64’ Montella 85’ Garufi |

| Arbitro: | Civico (Vasto) |

|                              |           |              |
| Montella 22’ Panatteri 90+2’ | Marcatori | 35’ Alassani |

## Fase a eliminazione

### Quarti di finale
| Squadra 1            | Totale | Squadra 2        | Andata | Ritorno |
| -------------------- | ------ | ---------------- | ------ | ------- |
| Pro Settimo & Eureka | 0 - 2  | ArzignanoChiampo | 0 - 0  | 0 - 2   |
| Montegiorgio         | 1 - 5  | Ponsacco         | 0 - 1  | 1 - 4   |
| Campobasso           | 3 - 0  | Porto Corallo    | 2 - 0  | 1 - 0   |
| Catania San Pio X    | 1 - 0  | Casarano         | 1 - 0  | 0 - 0   |

#### Andata
| Settimo Torinese 5 marzo 2014, ore 15:30 | Pro Settimo & Eureka | 0 – 0 referto | ArzignanoChiampo | Stadio comunale Renzo Valla (300 spett.)\| Arbitro: \| Miele (Nola) \| |
| Arbitro:                                 | Miele (Nola)         |               |                  |                                                                        |

| Arbitro: | Scordo (Novara) |

|  |           |           |
|  | Marcatori | 20’ Brega |

| Arbitro: | Rutella (Enna) |

|                         |           |  |
| Lazzarini 29’ Fazio 59’ | Marcatori |  |

| Arbitro: | Ricci (Firenze) |

|               |           |  |
| Riccobono 53’ | Marcatori |  |

#### Ritorno
| Arbitro: | Stampatori (Macerata) |

|                                   |           |  |
| Dal Bosco 42’ (rig.) Tripoldi 70’ | Marcatori |  |

| Arbitro: | Cassella (Bra) |

|                                               |           |                |
| Tamberi 15’ Granito 26’ Brega 63’ Pieroni 77’ | Marcatori | 49’ Borraccini |

| Arbitro: | Testi (Livorno) |

|  |           |             |
|  | Marcatori | 90’ Minadeo |

| Casarano 12 marzo 2014, ore 14:30 | Casarano          | 0 – 0 referto | Catania San Pio X | Stadio Giuseppe Capozza\| Arbitro: \| Copat (Pordenone) \| |
| Arbitro:                          | Copat (Pordenone) |               |                   |                                                            |

### Semifinali
| Squadra 1         | Totale | Squadra 2        | Andata | Ritorno |
| ----------------- | ------ | ---------------- | ------ | ------- |
| Ponsacco          | 2 - 1  | ArzignanoChiampo | 1 - 0  | 1 - 1   |
| Catania San Pio X | 0 - 3  | Campobasso       | 0 - 3  | 0 - 0   |

#### Andata
| Arbitro: | Gualtieri (Asti) |

|           |           |  |
| Brega 80’ | Marcatori |  |

| Arbitro: | Vimercati (Cosenza) |

|  |           |                                            |
|  | Marcatori | 23’ Lazzarini 84’ Lazzarini 90+4’ Di Lallo |

#### Ritorno
| Arbitro: | Cascone (Nocera Inferiore) |

|                      |           |             |
| Trincheri 66’ (rig.) | Marcatori | 45+1’ Brega |

| Campobasso 26 marzo 2014, ore 15:00 | Campobasso          | 0 – 0 | Catania San Pio X | Stadio Nuovo Romagnoli\| Arbitro: \| Pelagatti (Livorno) \| |
| Arbitro:                            | Pelagatti (Livorno) |       |                   |                                                             |

### Finale
| Squadra 1 | Risultato | Squadra 2  |
| --------- | --------- | ---------- |
| Ponsacco  | 2 - 3     | Campobasso |

| Arbitro: | Donda (Cormons) |

| |            | |
| Pieroni 62’ Granito 70’ | Marcatori  | 22’ Minadeo 65’ Lazzarini 67’ Vitelli                                                                                                 |
| Cappellini Giacovelli Barsotti (23' st La Bruna) Lazzerini Lici Pieroni Doveri Bortoletti Tamberi Granito Brega (32' st Balestri) | Formazioni | Catenari Scampamorte Minadeo Scudieri Palumbo (6' st Vitelli) Pignataro Corradino Volpecina Cianci (29' st Mauriello) Lazzarini Fazio |
| Giacomo Lazzini | Allenatori | Francesco Farina |

## Spareggio-promozione
| Arbitro: | Feliciani (Teramo) |

|           |           |                             |
| Arena 56’ | Marcatori | 15’ Trinchieri 45’ Simonato |